# Els Omellons
Omellóns hay Els Omellons là một đô thị trong tỉnh Lleida, cộng đồng tự trị Cataluña Tây Ban Nha. Đô thị Els Omellons có diện tích là 11,19 ki-lô-mét vuông, dân số năm 2018 là 212 người với mật độ 23,7 người/km². Đô thị Els Omellons có cự ly 6 km so với tỉnh lỵ Lleida.